# Philgamia brachystemon
Philgamia brachystemon är en tvåhjärtbladig växtart som beskrevs av Arenes. Philgamia brachystemon ingår i släktet Philgamia och familjen Malpighiaceae. Inga underarter finns listade i Catalogue of Life.